# Rebuig social
El rebuig social és l'exclusió deliberada d'un individu o grup de la interacció social amb els altres. Pot tractar-se d'un rebuig passiu o actiu (incloent discriminació i agressions). Patir rebuig social causa sentiments d'angoixa, solitud i pena en els afectats i pot alhora pot provocar que esdevinguin persones que rebutgin les altres en el futur.
L'assetjament escolar i laboral o l'ostracisme polític o mediàtic són algunes de les modalitats de rebuig més esteses. El refús romàntic o amor no correspost n'és una variant (una de les més conreades per la literatura i les arts).